# Pogrom di Wąsosz
Il pogrom di Wąsosz fu l'evento avvenuto il 5 luglio 1941 che portò all'omicidio di massa degli ebrei residenti a Wąsosz, nella Polonia occupata dai tedeschi durante la seconda guerra mondiale. Il massacro fu compiuto dai residenti polacchi locali senza la partecipazione dei tedeschi.

## Contesto storico
Quando la Germania nazista invase la Polonia nel 1939, il villaggio di Wąsosz fu occupato dai tedeschi nella seconda settimana di guerra. Alla fine di settembre, in conformità con il Trattato di frontiera tedesco-sovietico, l'area fu trasferita sotto la sovranità dell'Unione Sovietica.
L'Unione Sovietica invase la Polonia da est due settimane prima, il 17 settembre 1939, in base al protocollo segreto del Patto Molotov-Ribbentrop. L'Armata Rossa occupò il 52,1% del territorio polacco con oltre 13.700.000 abitanti divisi in: circa 5 milioni di polacchi etnici (38%), 37% ucraini, 14,5% bielorussi, 8,4% ebrei, 0,9% russi e 0,6% tedeschi. In quel periodo si contarono anche 336.000 rifugiati, fuggiti nella Polonia orientale dalle aree già occupate dalla Germania, di cui la maggior parte ebrei polacchi, circa 198.000 persone.
Dopo l'invasione nazista dell'Unione Sovietica, la Wehrmacht rientrò a Wąsosz il 22 giugno 1941: gli ebrei della città, a quel tempo, rappresentarono il 40% della popolazione, circa 500 persone.

## Pogrom
Nella notte tra il 4 e il 5 luglio 1941, un piccolo gruppo di uomini, armati di asce e mazze di ferro, uccise diverse dozzine di ebrei, abitanti di Wąsosz: gli omicidi furono eseguiti in modo brutale, indipendentemente dall'età o dal sesso delle vittime; i cadaveri furono poi gettati in una grande fossa comune scavata fuori città.
Secondo l'indagine dell'Istituto della memoria nazionale (IPN), il numero delle vittime è di almeno 70 persone. Il rapporto del 14 luglio 1941 della divisione di sicurezza tedesca 221/B riporta:"Dopo il ritiro russo, la popolazione polacca di Wąsosz riempì un fienile di ebrei e li uccise tutti prima che le forze tedesche entrassero [in città]".

## Conseguenze
Menachem Finkielsztejn, residente a Radziłów, in una testimonianza del dopoguerra descrisse come i polacchi di Wąsosz arrivarono a Radziłów il 6 luglio:
I cittadini di Radziłów reagirono scacciando i polacchi ostili, anche se non evitarono il massacro del 7 giugno dove fu uccisa l'intera comunità ad eccezione di 18 sopravvissuti. Secondo Andrzej Żbikowski, i cittadini di Radziłów scacciarono gli assassini di Wąsosz con lo scopo di poter uccidere e derubare le proprietà degli ebrei per proprio conto.
Quindici ebrei sopravvissuti rimasero in città fino al 1º luglio 1942, quando furono trasferiti nella tenuta Milbo dove furono impiegati circa 500 ebrei in varie opere. Nel novembre 1942 i sopravvissuti furono trasferiti al campo di transito di Bogusze e da lì in poi al campo di sterminio di Treblinka e al campo di concentramento di Auschwitz.
Nel 1951, Marian Rydzewski fu processata davanti a un tribunale comunista per aver partecipato al pogrom e poi assolta.

## Indagine
I crimini commessi a Wąsosz furono analizzati dall'Istituto per la memoria nazionale della Polonia, sotto la direzione del procuratore dell'IPN Radosław Ignatiew che in precedenza indagò anche sulle atrocità a Jedwabne.
Secondo quanto riferito nel 2014, i leader ebrei polacchi furono di diverse opinioni riguardo all'esumazione dei corpi delle vittime ebree: alcuni, come il rabbino capo della Polonia Michael Schudrich, si opposero per rispettare la dignità dei morti; altri, come Piotr Kadicik, Presidente dell'Unione delle comunità religiose ebraiche in Polonia, sostennero invece l'esumazione.
Nel 2015, Ignatiew fu sostituito con Malgorzata Redos-Ciszewska. L'esumazione non fu eseguita e l'indagine chiusa nel 2016. L'IPN non identificò altri autori oltre a due uomini polacchi condannati per le loro azioni poco dopo la seconda guerra mondiale.